# Max Bouyer
Pour les articles homonymes, voir Bouyer (homonymie).
Max Bouyer, né le 3 mai 1954 au Loroux-Bottereau et mort le 19 octobre 1994 à Saumur dans un accident d'avion, est un dirigeant sportif français, président du Football Club de Nantes de 1986 à 1992.

## Biographie
Max Bouyer naît au Loroux-Bottereau, dans le vignoble nantais, le 3 mai 1954. Ses parents sont mandataires au MIN (Marché d'intérêt national) de Nantes et sont proches des dirigeants et joueurs du FC Nantes au point de fréquemment recevoir ceux-ci à leur domicile. Lorsque ses parents meurent dans un accident de voiture, Max Bouyer prend la tête de l'entreprise familiale alors qu'il est âgé de seulement 21 ans.
Abonné en tribune Honneur du stade Marcel-Saupin, Max Bouyer intègre ensuite le conseil d’administration du FC Nantes au sein duquel il côtoie notamment Claude Simonet, futur président de la FFF.
Il est nommé en décembre 1986 à la présidence du club, il est à l'origine des recrutements de Mo Johnston et Frankie Vercauteren en 1987. Le FCN est 12e en 1987 et 10e en 1988. Le président Bouyer fait peser toutes les responsabilités sur les épaules de l'entraîneur et démet Jean-Claude Suaudeau de ses fonctions. Son travail est consacré en 1987 par l'obtention du titre de dirigeant de l'année décerné par le magazine France Football.
Max Bouyer nomme au poste d'entraîneur un étranger, Miroslav Blazevic, un yougoslave passé par le Grasshopper-Club Zurich et le Dinamo Zagreb. Les changements sont immédiats : Blazevic aligne dès le début du championnat ses recrues, Boris Diecket, Joël Henry, Jean-Claude Milani dans les buts et William Ayache revenu de Marseille. Les départs les plus notables sont ceux de Michel Der Zakarian et de Jean-Pierre Bade qui n'a pas convaincu. Cette première saison de Blazevic est plutôt positive : bien accepté par les vedettes Vercauteren et Mo Johnston, il profite de la révélation de l'année, Didier Deschamps, auquel il confie le brassard de capitaine à seulement vingt ans. L'équipe termine à la septième place.
Didier Deschamps part précipitamment au mois de novembre 1989 : Bouyer et Tapie s'entendent à l'occasion du match France-Chypre (2-0), auquel participe Deschamps, le 18 novembre. Les Canaris terminent à la quinzième place la saison 1989-1990.Un déficit de 36 millions de francs ayant été révélé en janvier 1991, le club ne parvient pas à rétablir l'équilibre financier malgré la vente des meilleurs joueurs (Paul Le Guen au PSG, Christophe Robert à Monaco) et le club doit rendre des comptes en fin de saison devant la DNCG : le déficit s'élève cette fois à plus de 60 millions de francs. Rétrogradé administrativement en D2, le club est repêché quinze jours plus tard grâce à un plan de sauvetage présenté par la mairie avec la collaboration du département et de la région. Le club est scindé en deux entités, l'association FC Nantes d'une part (encadrant le centre de formation) et une SAOS d'autre part (pour le club professionnel proprement dit). Le président Bouyer doit présenter sa démission et est remplacé par Guy Scherrer, dirigeant de la Biscuiterie nantaise.
En tant que propriétaire d'un supermarché Leclerc, Max Bouyer est invité par un confrère de Saumur souhaitant fêter la rénovation de son propre magasin. Il disparaît dans le crash de l'avion le transportant vers la sous-préfecture du Maine-et-Loire. Il était alors âgé de 40 ans, soit l'âge qu'avait son propre père à son décès dans son accident de voiture.